# KX Andromedae
KX Andromedae eller HD 218393, är en dubbelstjärna belägen i den norra delen av stjärnbilden Andromeda. Den har en högsta skenbar magnitud av ca 6,88  och kräver en handkikare eller ett mindre teleskop för att kunna observeras. Baserat på parallax enligt Gaia Data Release 2 på ca 1,44 mas beräknas den befinna sig på ett avstånd av ca 2 620 ljusår (ca 800 parsec) från solen. Den rör sig närmare solen med en heliocentrisk radialhastighet av ca -8 km/s. Stjärnans skenbara magnitud varierar mellan 6,88 och 7,28.

## Egenskaper

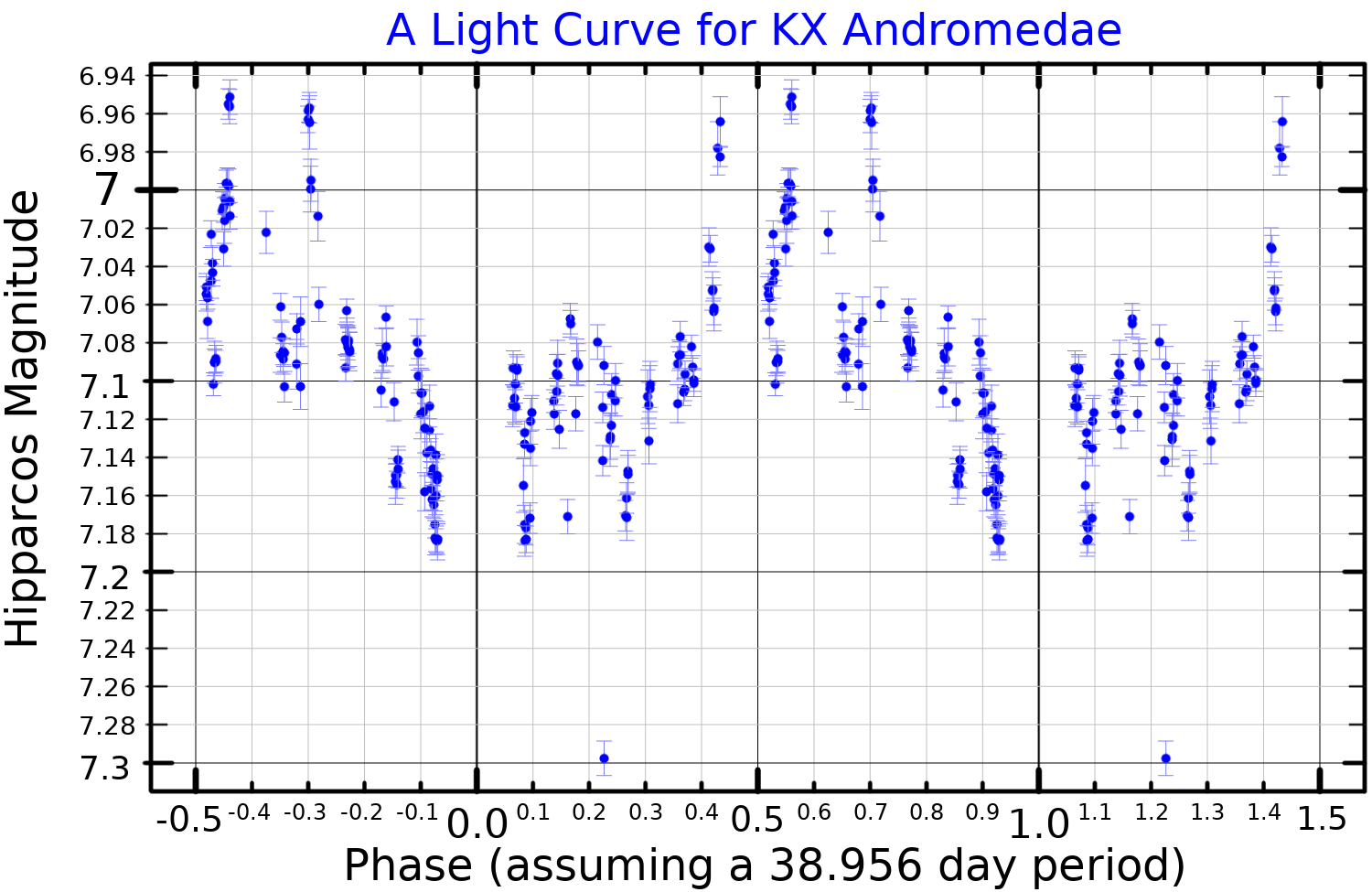
Ljuskurva för KX Andromedae, anpassad från Hipparcos-data, vald med period publicerad av Koen och Eyer (2002)

Primärstjärnan KX Andromedae A är en Be-stjärna  av spektralklass B3pe, men har historiskt sett varierat från B1 till B7. Den har en massa av ca 9 solmassor. 
Följeslagaren KX  Andromedae B är en gul till vit jättestjärna av spektralklass K1 III. Den har en radie av ca 19 solradier och en effektiv temperatur av ca 5 000 K. Den är svår att upptäcka i spektrumet, men är sannolikt en stjärna på asymptotiska jättegrenen som fyller sin Roche-lob. Paret genomför en cirkulär omloppsbana med en lutning på 50° och med en omloppsperiod av 38,919 dygn.